# Василевский, Андрей Германович
Андре́й Ге́рманович Василе́вский (2 февраля 1905, Романов-Борисоглебск, Ярославская губерния — 14 октября 1972, Саратов) — советский театральный актёр, заслуженный артист РСФСР (1950).

## Биография
Андрей Василевский родился 2 февраля 1905 года в городе Романов-Борисоглебск (ныне Тутаев) Ярославской губернии. Учился на юриста, проучился три курса. На сцену впервые вышел в Нижнем Новгороде в 1928 году.
В 1940 году, из-за того, что Нижегородский климат не подходил родившейся дочери, вместе с женой, актрисой Ниной Анатольевной Гурской, переехал в Саратов. В Саратове вместе с супругой стал работать в Саратовском драматическом театре им. К. Маркса. Андрей Германович работал в театре до 1967 года, два года был директором театра. За это время сыграл свыше ста ролей.
Андрей Германович преподавал в Саратовском театральном училище, среди выпускников — Григорий Аредаков, Людмила Зорина, Вера Феоктистова, а также руководил драматической студией Саратовского медицинского института.

## Роли в театре
- 1944 — «Лев Гурыч Синичкин» Дмитрия Ленского — граф Зефиров[3]
- 1944 — «Поединок» братьев Тур. Режиссёр: Г. Н. Несмелов — Петронеску[4]
- «Маскарад» Лермонтова — Неизвестный
- «Орфей спускается в ад» Теннесси Уильямса — Джеймс Торренс
- «Убийца» И. Шоу — адмирал Веспери
- «Милый лжец» Бернарда Шоу
- 1959 — «Антоний и Клеопатра» Шекспира. Режиссёры: Н. А. Бондарев и Д. А. Лядов — Лепид[5]
- «Кукольный дом» Г. Ибсена — Крогстад
- «Без вины виноватые» — Кнуров
- «Он пришёл» — Джеральд Крофт
- «Коварство и любовь» Шиллера — президент
- «Бешеные деньги» А. Н. Островского

## Роли в кино
- 1956 — Первые радости — эпизод
- 1969 — Старик — Мирон Лукич Гуляев